# Tschagguns
Tschagguns je obec v Rakousku ve spolkové zemi Vorarlbersko v okrese Bludenz. K roku 2014 zde žilo 2147 obyvatel.

## Historie
První písemná zmínka o obci pochází z roku 1431. V letech 1945-55 byla obec součástí francouzské okupační zóny.